# Novalesa
Novalesa – miejscowość i gmina we Włoszech, w regionie Piemont, w prowincji Turyn.
Według danych na rok 2017 gminę zamieszkiwało 540 osób, 19 os./km².